# 謝普 (狗)
謝普（英語：Shep，？—1942年1月12日）是美國的一隻雄性牧羊犬，其主人在蒙大拿州本頓堡去世、遺體被運走後，牠仍逗留在車站內繼續等待主人歸來，直至1942年遭火車撞死。

## 生平
這隻狗最初屬於一位姓名未知的牧羊人所有。1936年8月，其主人來到本頓堡就醫，不久後即去世，遺體被火車運走，可是狗仍留在車站內等待主人，每天都會查看停駛的火車，期待主人的歸來。牠被當地人命名為「謝普」，由車站員工照顧牠。其事蹟曾被《李普利的信不信由你》報導。
1942年1月12日，謝普被火車撞死。本頓堡居民將牠的遺體埋在鐵軌附近，並豎立一塊木牌標記。

## 紀念
1990年代，一尊謝普的雕像在本頓堡豎立，由雕塑家Bob Scriver打造。